# بوم‌سرایی
بوم‌سُرایی یا طبیعت‌سرایی (به انگلیسی: Ecopoetry)، شعری است با تأکید یا پیام قوی بوم‌شناختی. بسیاری از شاعران، اشعار و کتاب‌های شعر نگرانی‌های زیست‌محیطی را بیان کرده‌اند. اما اخیراً اصطلاح طبیعت‌سرایی استفاده شده‌است. اکنون، در شعر انگلیسی‌زبان، یک زیرژانر قابل تشخیص از طبیعت‌سرایی وجود دارد. زیر ژانر بعدی نمونه‌هایی است از متون تأثیرگذار مانند: کتاب بوم سرایی نیکانور پارا در۱۹۸۲، شعر سفید نوشته جی رمزی و کارول بروس چاپ ۱۹۸۸، چشم شنوا نوشته بوسکو ۱۹۹۹- ۲۰۰۱.